# Ruslan Mirzaliyev
Ruslan Mirzaliyev (22 de julio de 1977) es un deportista ucraniano que compitió en judo. Ganó una medalla de plata en el Campeonato Europeo de Judo de 1998 en la categoría de –60 kg.
Participó en los Juegos Olímpicos de Sídney 2000, donde fue eliminado en la primera ronda de la categoría de –60 kg.

## Palmarés internacional
| Campeonato Europeo | Campeonato Europeo | Campeonato Europeo | Campeonato Europeo |
| Año                | Lugar              | Medalla            | Categoría          |
| ------------------ | ------------------ | ------------------ | ------------------ |
| 1998               | Oviedo (España)    | Medalla de plata   | –60 kg             |